# Ove Grahn
Jan-Olof „Ove” Grahn (Norra Fågelås, 1943. május 9. – Alingsås, 2007. július 11.) svéd labdarúgócsatár.
A svéd válogatott színeiben részt vett az 1970-es és az 1974-es labdarúgó-világbajnokságon. 1973-ban holtversenyben ő lett a svájci bajnokság gólkirálya.